# Ladeluftkühler

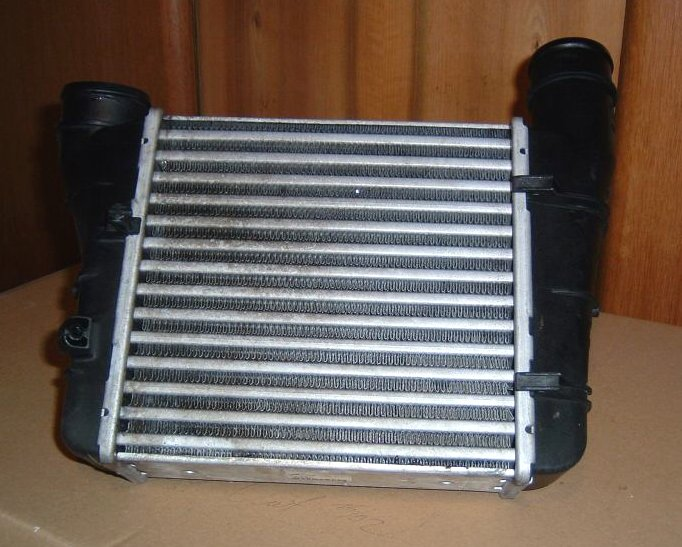
Der Ladeluftkühler eines Audi 1.8 Turbo

Ein Ladeluftkühler (Abk. LLK, englisch intercooler) ist ein Wärmeübertrager, der im Ansaugtrakt eines aufgeladenen Verbrennungsmotors die Temperatur der dem Motor zugeführten Verbrennungsluft verringert. Er wird im Ansaugtrakt zwischen dem Verdichter (Verdichterrad eines Turboladers oder Kompressors) und dem Einlassventil eingebaut und führt einen Teil der Wärme ab, die durch die Verdichtung der Luft im Turbolader entsteht.
Ziel ist die Erhöhung von Leistung und Wirkungsgrad des Motors. Durch die Verringerung der Temperatur der zugeführten Luft ist im gleichen Volumen eine größere Luftmasse enthalten, dadurch kann proportional mehr Kraftstoff verbrannt werden. Der Ladeluftkühler erhöht somit die mögliche Abgabeleistung und steigert den Wirkungsgrad durch Senkung der Anfangstemperatur beim Carnot-Prozess.
Bereits im Deutschen Reichspatent 95 680 mit Priorität vom 6. März 1896, das an Rudolf Diesel erteilt wurde, wird Ladeluftkühlung erwähnt.
Ladeluftkühler spielen nicht nur bei starken Motoren und im Renneinsatz eine Rolle, sondern auch beim Downsizing von Motoren, da die Ladeluftkühlung mehr Leistung und geringeren Verbrauch ermöglicht. Ladeluftkühler sind heute praktisch unverzichtbar, da die heute geforderten Verbrauchs- und Abgaswerte ohne sie sonst kaum erreicht werden würden.

## Wirkungsweise
Aus der intensiven Form der allgemeinen Gasgleichung lässt sich für den näherungsweise stationären Strömungsprozess der Zusammenhang
{\displaystyle \rho _{\text{Luft}}={\frac {p_{\text{Luft}}}{R_{\text{Luft}}\cdot T_{\text{Luft}}}}}
ableiten. 
Das bedeutet, dass die Masse der für die Verbrennung benötigten Luft auf zwei Arten vergrößert werden kann:
- Die Dichte {\displaystyle \rho _{\text{Luft}}} der angesaugten Luft am Einlassventil des Motors wird durch die polytrope Verdichtung des Laders erhöht, gleichzeitig steigt allerdings auch die Temperatur der Luft, da die zugeführte mechanische Arbeit (Volumenarbeit) des Verdichters die innere Energie der verdichteten Luft und damit deren Temperatur {\displaystyle T_{\text{Luft}}} erhöht.
- Nach der Verdichtung wird die erhöhte Lufttemperatur {\displaystyle T_{\text{Luft}}} im Ladeluftkühler durch Wärmeabfuhr an die Umgebung wieder vermindert und dadurch der Massenstrom ({\displaystyle {\dot {m}}}) der Verbrennungsluft weiter vergrößert, weil der Verdichter bei gleichem Ladedruck mehr Luft fördern kann.

Die steigende Luftdichte bewirkt im Brennraum folgendes:
- Der wichtigste Effekt besteht darin, dass mehr Sauerstoff in die Brennräume gelangt. Dadurch kann mehr Kraftstoff verbrannt werden und Leistung und Wirkungsgrad des Motors steigen.
- Wegen der niedrigeren Lufttemperatur entsteht eine geringere thermische Belastung des Motors (Zylinderkopf und -wände, Ventile, Zündkerzen (nur Ottomotor), Kolben, aber auch des Turboladers selbst, der bei gleicher Fördermenge langsamer drehen kann) sowie Vermeidung von Verbrennungsproblemen (Klopfen (nur Ottomotor), Verschlechterung der Abgaswerte, ungleichmäßige Verbrennung u. ä.).

Nachteile des Ladeluftkühlers sind:
- Kosten durch zusätzliches Bauteil, höherer Aufwand bei der Durchströmungsberechnung des Motorraums (Kühlluftführung für den Ladeluftkühler) und bei der Anordnung (Packaging) der Bauteile im Motorraum.
- Größeres Gasvolumen zwischen Verdichter und Einlassventil, dadurch eventuell schlechteres Ansprechverhalten des Motors bei Lastwechseln.
- Erhöhter Strömungswiderstand für die angesaugte Luft, über die Betriebsdauer verstärkt durch abgelagertes Öl aus der Kurbelgehäuseentlüftung und ggf. Partikel aus der Abgasrückführung.

## Bauformen
Ladeluftkühler selbst sind entweder luft- oder wassergekühlt. Bei Letzteren wird die Wärme an einen eigenen Kühlkreislauf abgegeben. Es gibt auch andere Varianten, so kann die Kühlwirkung eines luftgekühlten Ladeluftkühlers durch Besprühen mit Wasser gesteigert werden, was wegen des zusätzlichen Konstruktions- und Wartungsaufwandes aber nur bei Motoren für den Renneinsatz (z. B. in der WRC) in Frage kommt. Da dortige Fahrzeuge aber von Straßenfahrzeugen abgeleitet und homologiert werden müssen, findet sich diese Technik bereits in normalen PKW, wie zum Beispiel dem Subaru Impreza WRX STi.

## Anbauorte KFZ/NFZ-Bereich
- FMIC (FrontMountedInterCooler), meist mittig in der Front
- SMIC (SideMountedInterCooler), seitlich, teilweise auch zwei Stück, links und rechts
- TMIC (TopMountedInterCooler), oberhalb des Motors montiert (die Luftanströmung erfolgt dann meist über eine Lufthutze)